# Pinaki
Pinaki (abans Nganati i Whitsunday) és un atol de les Tuamotu, a la Polinèsia Francesa. Administrativament depèn de la comuna de Nukutavake. Està situat a 10 km al sud-est de Nukutavake.

## Geografia
És un atol circular format per tres illots, amb una superfície total d'1,3 km². La llacuna interior, de 0,7 km², queda gairebé tancada. És deshabitat i visitat ocasionalment pels veïns de Nukutavake.

## Història
Històricament es coneixia com a Nganati. Va ser descobert per l'anglès Samuel Wallis el diumenge de Pentecosta del 1767 (en anglès Whitsunday).